# 紅鼻子與小女孩
《紅鼻子與小女孩》，2018年公視人生劇展，由陶傳正、張瓊姿、高英軒、林羽葶領銜主演。公視+於2018年4月28日上架(目前找不到)、公視主頻於2018年4月29日上檔。

## 播出時間

### 首播
| 頻道     | 所在地 | 首播日期      | 播放時間         |
| -------- | ------ | ------------- | ---------------- |
| 公視+    | 臺灣   | 2018年4月28日 |                  |
| 公視主頻 | 臺灣   | 2018年4月29日 | 週日22:00－23:30 |

## 劇情大綱
70歲的陶傳英年輕時是個才華洋溢，喜愛彈唱的文藝青年，孩子出生以後，在家計的壓力下，持續超時工作，成為一位工作狂，最終罹患癌症。原本萬念俱灰的老陶，在醫院遇到求生意志強烈的小女孩詩詩，兩人成了忘年之交，並成立「紅鼻子雙人組」，一老一少說學逗唱表演給老人們看，傳遞生命的希望與歡樂並展開一段奇幻的生命旅程。
本片《紅鼻子與小女孩》以陶傳英這個角色，看待一個老人罹癌後如何翻轉命運的抗癌過程。藉由陶傳英與小女孩詩詩一老一少的生命對照，來看不同的家庭如何面對「死亡」與「告別」的議題。

## 演員表
（按出場順序）
| 角色     | 演員        |
| 林詩詩   | 林羽葶      |
| 陶政行   | 高英軒      |
| 陶傳英   | 陶傳正      |
| 林副總   | 官家宇      |
| 董事長   | 劉林 (演員) |
| 劉宜佳   | 張瓊姿      |
| 李秀秀   | 俞西潔      |
| 劉兆銘   | 管謹宗      |
| 詩詩爸   | 吳朋奉      |
| 詩詩媽   | 胡利        |
| 鄭羅傑   | 閃亮        |
| 年輕老陶 | 穆雨宸      |
| 年輕宜佳 | 劉姵伶      |
| 小陶政行 | 李柏均      |
| 秘書     | 陳厚樺      |
| 算命師   | 吳炎棟      |
| 醫生     | 蔡明瀚      |
| 護理師   | 吳若綺      |
| 劉奶奶   | 藍一萍      |

## 電視劇歌曲
| 歌名                   | 作詞   | 作曲   | 演唱          | 編曲   |
| 陶情歌                 | 王傳宗 | 楊琬茜 | 陶傳正 林羽葶 | 楊琬茜 |
| Red Nose & Little Girl | 陶傳正 | 楊琬茜 | 陶傳正        | 楊琬茜 |

## 外部連結
- 公視人生劇展的Facebook專頁

| 公視主頻 週日22:00－23:30 | 公視主頻 週日22:00－23:30        | 公視主頻 週日22:00－23:30 |
| ------------------------- | -------------------------------- | ------------------------- |
|                           | 紅鼻子與小女孩 （2018年4月29日） |                           |
| 青苔 （2018年4月22日）    | －                               |                           |